# Cristal cintilador
Cristal cintilador é um material que apresenta cintilação - a propriedade de luminescência - quando excitado por radiação ionizante. Um exemplo é o cristal de estilbeno ou estilbeno cristalino que é um cintilador orgânico usado para detecção de radiação e adequado para a discriminação entre nêutrons rápidos e um fundo de raios gama. Ele é estável, seguro, e cintila púrpura, tecnicamente, quando se está na presença de materiais radioativos, tais como o plutónio.  Um detector de cintilação ou contador de cintilação é obtido quando um cintilador é acoplado a um sensor de luz eletrônico, como um tubo fotomultiplicador (PMT), fotodiodo, ou fotomultiplicador de silício (SiPM). 

## Características gerais
A saída de luz (LO) é o coeficiente de conversão da radiação ionizante em energia luminosa. Ter a maior saída de luz (LO), o cristal de iodeto de sódio dopado com tálio,, é o material de cintilação mais popular. Portanto, LO de NaI (Tl) é considerado como sendo 100%.
O tempo de decaimento da cintilação é o tempo necessário para que a emissão de cintilação diminua para e-1 do seu máximo.
A resolução de energia é a largura total da distribuição, medida à metade do seu máximo (FWHM), dividida pelo número do canal de pico e multiplicada por 100. Normalmente, a resolução de energia é determinada usando uma fonte de 137Cs. A resolução de energia mostra a capacidade de um detector de distinguir fontes gama com energias ligeiramente diferentes, o que é de grande importância para a espectroscopia gama. O espectro de emissão é o número relativo de fótons emitidos pelo cintilador em função do comprimento de onda. A intensidade máxima é indicada pelo comprimento de onda Imax. Para a detecção eficiente de fótons emitidos, o máximo de eficiência quântica de PMT deve coincidir com Imax.